# Polyanthina
Polyanthina là một chi thực vật có hoa trong họ Cúc (Asteraceae).

## Loài
Chi Polyanthina gồm các loài: